# Réserve écologique Judith-De Brésoles
La réserve écologique Judith-De Brésoles est située à Lac-Édouard à l'est du lac du même nom.  Le site protège une sapinière à bouleau jaune, un écosystème représentatif des basses Laurentides au Saguenay.

## Toponymie
Cette réserve écologique est nommée en l'honneur de sœur Judith Moreau De Brésoles (1620-1687), fondatrice et première supérieure des religieuses hospitalières de l'Hôtel-Dieu de Montréal, honneur qu'elle partage avec Catherine Macé et Marie Maillet,. Elle y travailla durant 30 ans en tant qu'infirmière et pharmacienne.

## Localisation
La réserve écologique Judith-De Brésoles est située à 3 km au sud-ouest du village de Lac-Édouard.  Elle est localisée à l'est du lac Édouard.
La réserve est située entièrement dans la municipalité de Lac-Édouard qui est localisé dans l'Agglomération de La Tuque.